# 观景殿的阿波罗
观景殿的阿波罗（義大利語：Apollo del Belvedere）是一尊白色大理石雕塑，高2.24米，制作于古罗马时代，现藏于梵蒂冈。该雕塑以希腊雕塑家莱奥卡雷斯完成于公元前350年到325年的铜雕为蓝本复制而成，复制时对残缺的右臂和左手进行了修补。最早的铜雕在15世纪文艺复兴时期出土，18世纪中叶的新古典主义者认为其是最伟大的古代雕塑，乃完美的典范。